# محمد سيساي
محمد سيساي (بالإنجليزية: Mohamed Sesay)‏ (22 فبراير 1984 بفريتاون في سيراليون - ) هو لاعب كرة قدم سيراليوني في مركز الوسط. شارك مع منتخب سيراليون لكرة القدم. أما مع النوادي، فقد لعب مع إيه سي ميلان ونادي كالون ونادي مونزا وA.S.D. Sulmona Calcio ‏ وRosetana Calcio ‏.

## وصلات خارجية
- محمد سيساي على موقع قاعدة بيانات كرة القدم.إي يو (الإنجليزية)
- محمد سيساي على موقع دورة ألعاب الكومنولث 2006 (مؤرشف) (الإنجليزية)